# Myrtle-Willoughby Avenues
Myrtle-Willoughby Avenues è una fermata della metropolitana di New York situata sulla linea IND Crosstown. Nel 2019 è stata utilizzata da 1 820 637 passeggeri. È servita dalla linea G, attiva 24 ore su 24.

## Storia
La stazione fu aperta il 1º luglio 1937.

## Strutture e impianti
La stazione è sotterranea, ha due banchine laterali e due binari. È posta al di sotto di Marcy Avenue e non ha un mezzanino, ognuna delle due banchine ospita infatti un gruppo di tornelli e una scala che porta all'incrocio con Myrtle Avenue. Le due banchine sono collegate tra di loro attraverso un corridoio posto sotto il piano binari.

## Interscambi
La stazione è servita da alcune autolinee gestite da NYCT Bus.
- Fermata autobus